# Ianiropsis notoensis
Ianiropsis notoensis är en kräftdjursart som beskrevs av Nunomura1985. Ianiropsis notoensis ingår i släktet Ianiropsis och familjen Janiridae. Inga underarter finns listade i Catalogue of Life.